# Vis (Schiff)
Die Vis war von 1956 bis 1991 ein Flaggschiff der Jugoslawischen Kriegsmarine. Es wurde 2016 vor dem Kap Kamenjak versenkt.

## Geschichte
Die Vis wurde 1956 gebaut und nach der gleichnamigen Insel benannt. Das 58 m lange Schiff verdrängte voll beladen 680 t, wurde von zwei Schiffsdieselmotoren angetrieben und war mit einem 40-mm-Bofors-Geschütz und zwei 20-mm-Oerlikon-Kanonen bewaffnet. Neben der Galeb wurde die Vis auch als Staatsyacht für den Staatspräsidenten Josip Broz Tito eingesetzt.
Mit dem Zerfall Jugoslawiens wurde die Vis 1991 außer Dienst gestellt und an einen Privatmann verkauft. Nachdem das Schiff lange ungenutzt an der kroatischen Halbinsel Istrien gelegen war, wurde es am 22. Mai 2016 vor dem Kap Kamenjak, südlich von Pula, versenkt.
Das Wrack der Vis soll eine Attraktion für Sporttaucher werden. Bei einer Wassertiefe von rund 32 Metern ist es mit unterschiedlichen Ausbildungsständen gut zu betauchen.

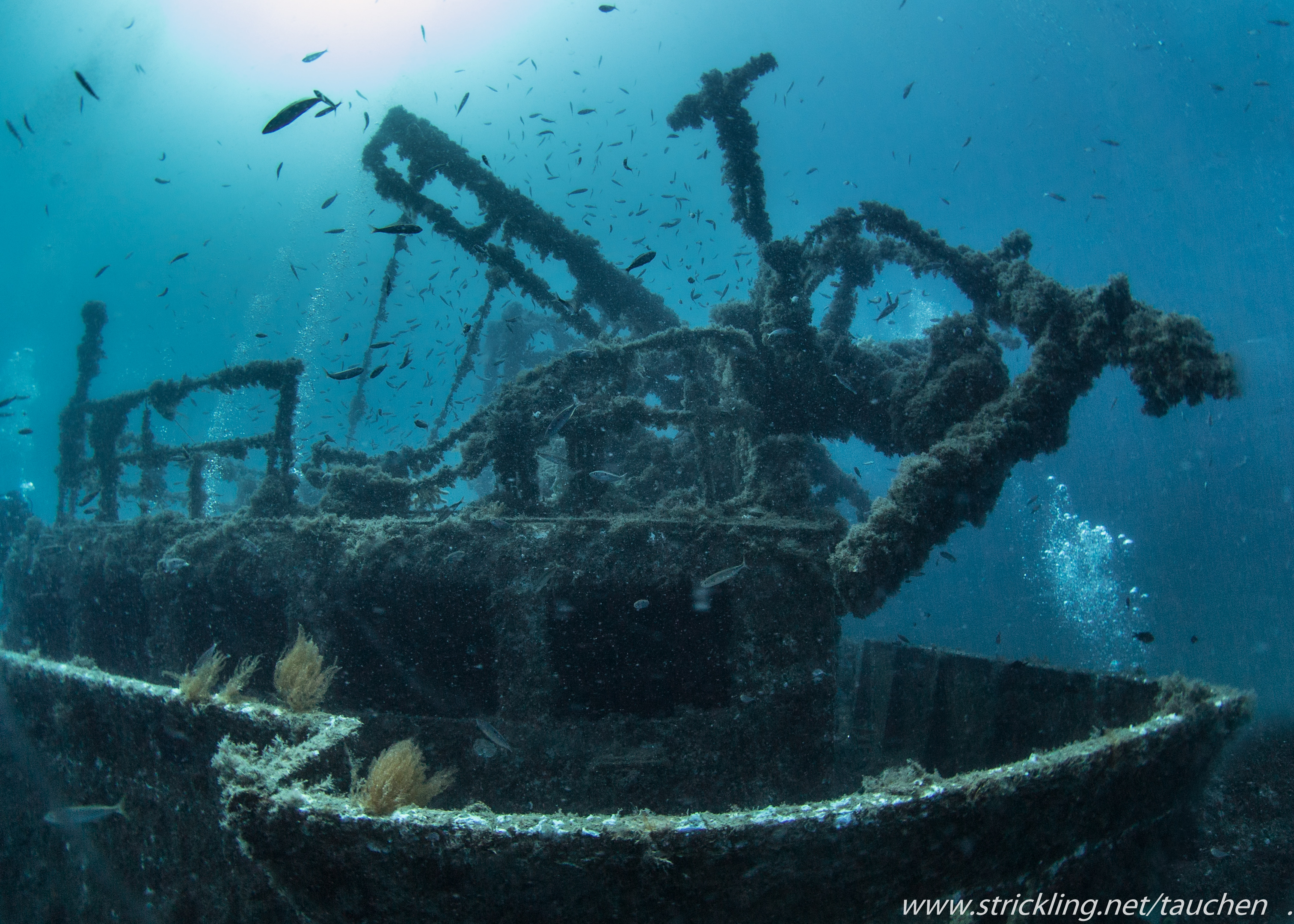
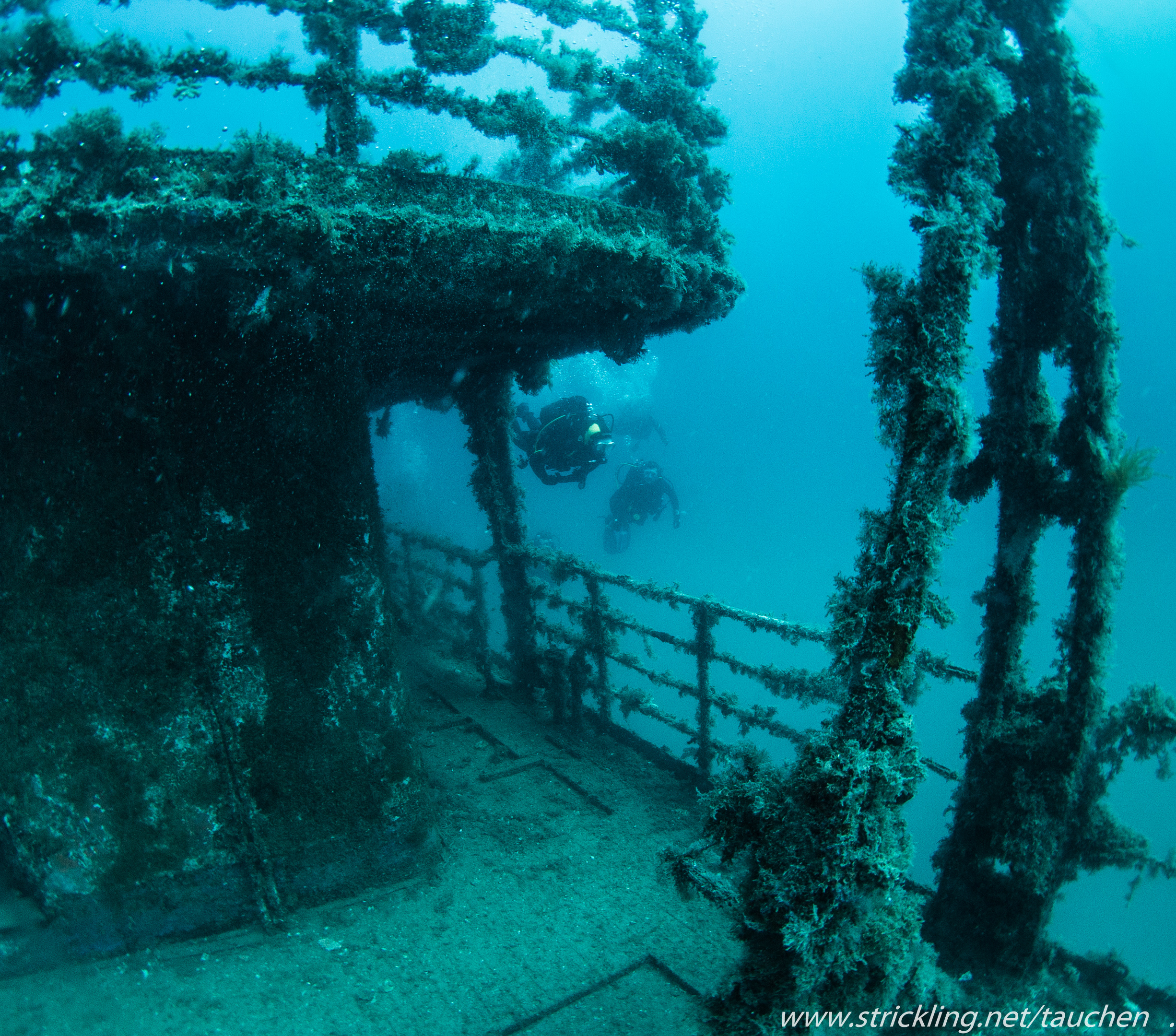
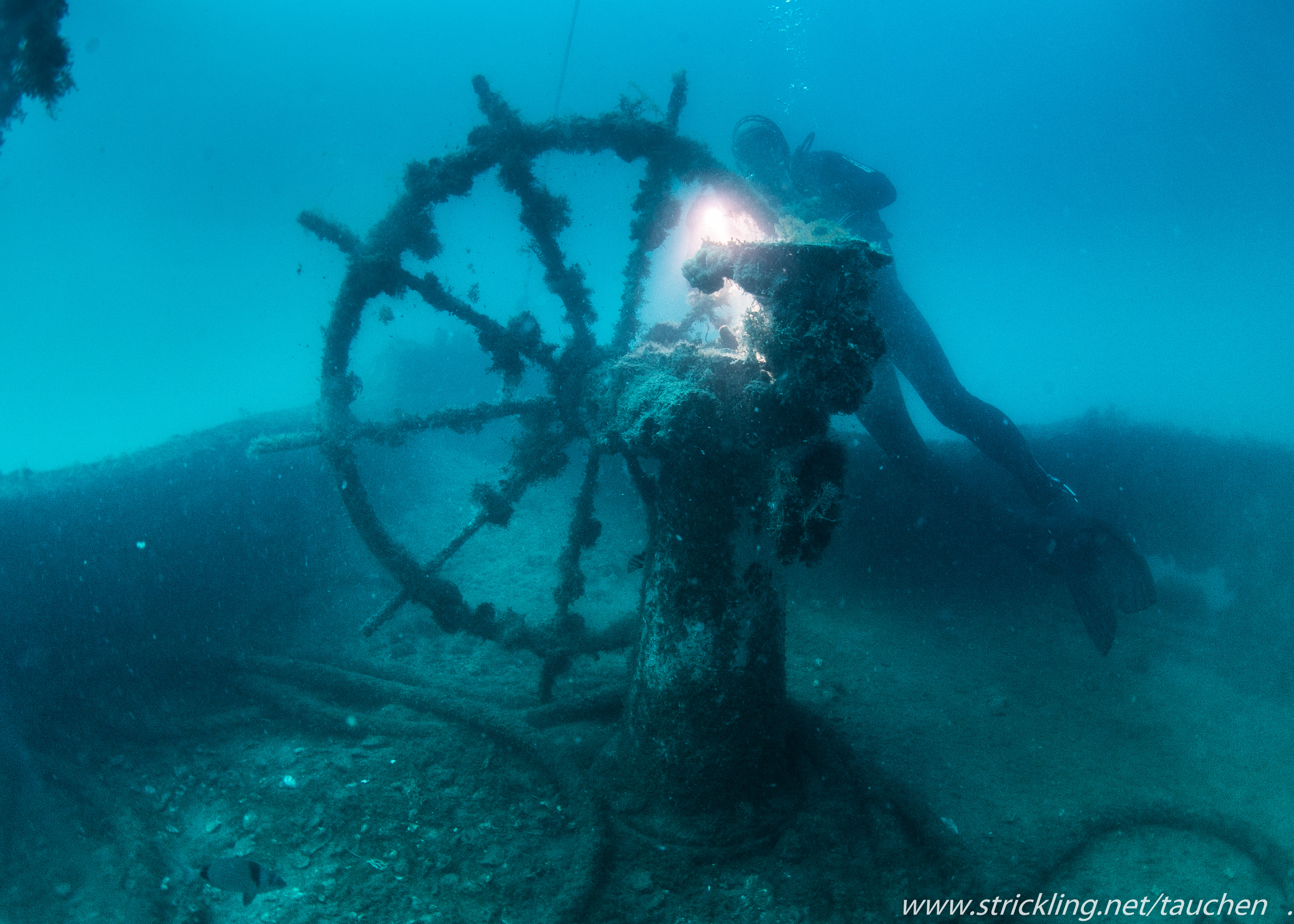
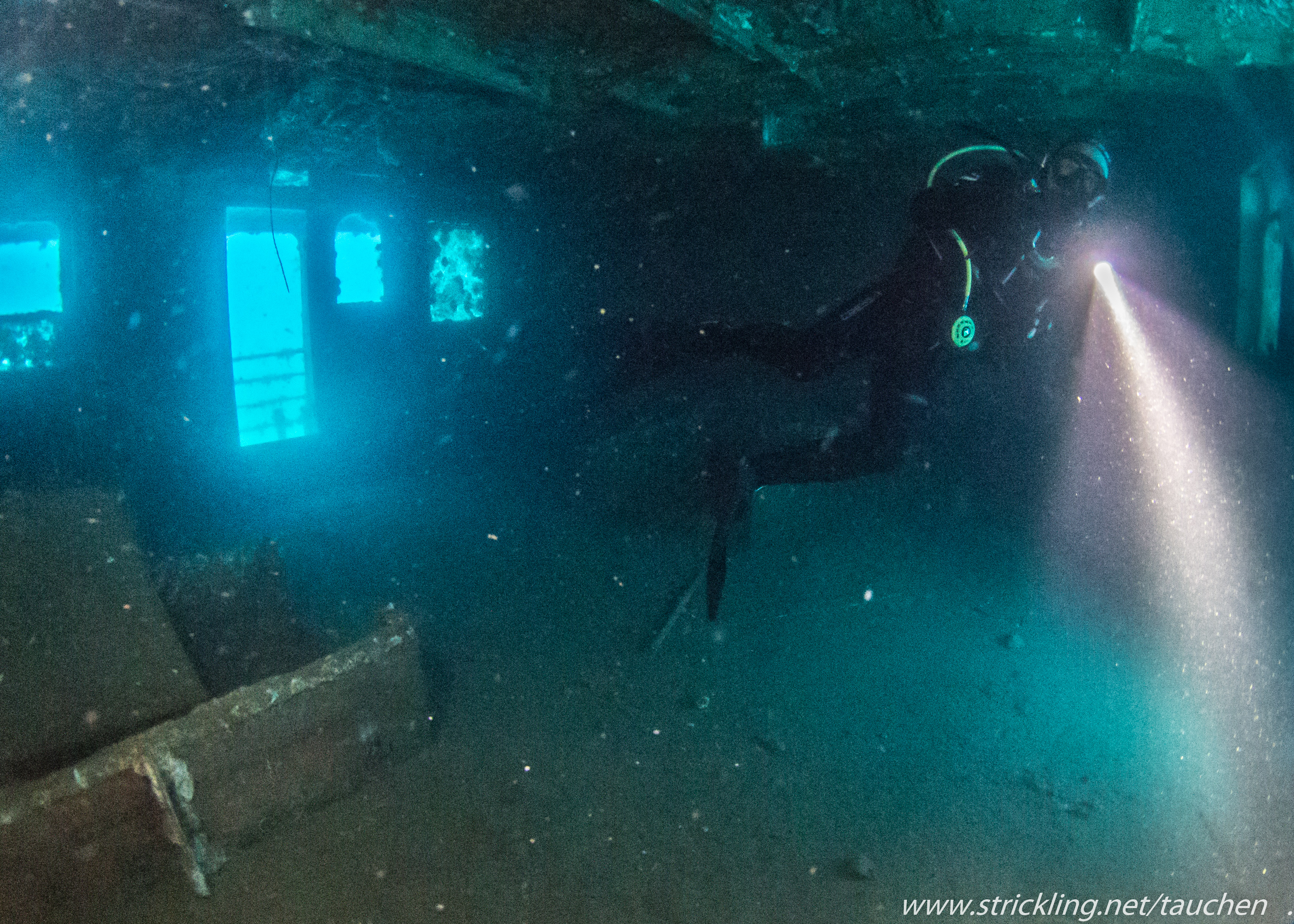